# Ashanti Gold SC
El Ashanti Gold Sporting Club es un equipo de fútbol de Ghana que juega en la Liga de fútbol de Ghana, la liga de fútbol principal en el país.

## Historia
Fue fundado en el año 1978 en la ciudad de Obuasi, al sur de Kumasi, en la Región Ashanti por un grupo de empleados de la Ashanti Goldfields Corporation con el nombre de Obuasi Goldfields Sporting Club Ltd., usando a la empresa como patrocinador comercial, pero éstos siempre se negaron y los empleados cobraban salarios y mantenían los costos del equipo. En 1984 terminaron subcampeones de la Copa de Ghana y como consecuencia empezaron a pedirle a los ingleses radicados en Ghana ayuda para el equipo, algo que no pasó al fin de cuentas.
Fue un equipo con problemas de organización hasta 1993 cuando la compañía retomó al club con gerentes británicos y el 16 de abril rebautizaron al equipo con el nombre que llevan actualmente.
Tiene a sus jugadores de alto rendimiento jugando para el equipo Royal Knight F.C. de la Segunda División de Ghana.

## Palmarés
- Liga de fútbol de Ghana: 4

1993/94, 1994/95, 1995/96, 2014/15
- Copa de Ghana: 1

1992/93
- Ghana Telecom Gala: 1

1995/96
- Liga de Campeones de la CAF: 0

Finalista: 1997

## Participación en las competiciones de la CAF
| Temporada | Torneo                            | Ronda          | Club                   | Casa | Visita | Global      |
| --------- | --------------------------------- | -------------- | ---------------------- | ---- | ------ | ----------- |
| 1996      | Copa Africana de Clubes Campeones | 1              | ASFA Yennenga          | 1-1  | 4-1    | 5-2         |
| 1996      | Copa Africana de Clubes Campeones | 2              | CODM Meknès            | 0-0  | 0-1    | 0-1         |
| 1997      | Liga de Campeones de la CAF       | 1              | Junior Professionals   | 3-0  | 1-2    | 4-2         |
| 1997      | Liga de Campeones de la CAF       | 2              | Al-Hilal Omdurmán      | 2-0  | 1-2    | 3-2         |
| 1997      | Liga de Campeones de la CAF       | Fase de grupos | Club Africain          | 2-0  | 0-0    | 1.er Lugar  |
| 1997      | Liga de Campeones de la CAF       | Fase de grupos | Ferroviário de Maputo  | 4-0  | 1-2    | 1.er Lugar  |
| 1997      | Liga de Campeones de la CAF       | Fase de grupos | Zamalek SC             | 3-1  | 0-2    | 1.er Lugar  |
| 1997      | Liga de Campeones de la CAF       | Final          | Raja Casablanca        | 1-0  | 0-1    | 1-1 (4-5 p) |
| 2001      | Copa CAF                          | 1              | AS Aviação             | 1-0  | 2-2    | 3-2         |
| 2001      | Copa CAF                          | 2              | Africa Sports National | 0-0  | 0-2    | 0-2         |
| 2002      | Copa CAF                          | 1              | Satellite FC           | 4-3  | 1-2    | 5-5 (a)     |
| 2007      | Liga de Campeones de la CAF       | 1              | FAR Rabat              | 2-0  | 0-2    | 2-2 (6-7 p) |
| 2008      | Liga de Campeones de la CAF       | 1              | JS Kabylie             | 0-0  | 0-3    | 0-3         |
| 2011      | Copa Confederación de la CAF      | Preliminar     | Séwé Sports            | 1-0  | 1-0    | 2-0         |
| 2011      | Copa Confederación de la CAF      | 1              | ES Sahel               | 2-1  | 0-3    | 2-4         |
| 2016      | Liga de Campeones de la CAF       | Preliminar     | MO Béjaïa              | 1-0  | 1-3    | 2-3         |
| 2019/20   | Copa Confederación de la CAF      | Preliminar     | Akonangui FC           | 3-0  | 1-1    | 4-1         |
| 2019/20   | Copa Confederación de la CAF      | 1              | RS Berkane             | 3-2  | 0-2    | 3-4         |
| 2020/21   | Copa Confederación de la CAF      | Preliminar     | Salitas FC             | 0-0  | 1-2    | 1-2         |

## Ex Entrenadores
- Mohammed Gargo
- Momo Medić
- Paulistinha
- Cecil Jones Attuquayefio (1990-1993)
- Charles Gyamfi (1993)
- Cecil Jones Attuquayefio (1993-1995)
- Hans van der Pluijm (2000-2002)
- Samuel Arday (2004)
- Hans van der Pluijm (2004-2005)
- David Duncan (2005-2008)
- Zdravko Logarusic (2010–2011)
- Joachin Yaw Acheampong (2011-2012)
- Mehdi Pashazadeh (2012-2013)
- Bashir Hashford (2013-2017)
- Richardo Da Rocha (2018-)